# Медаль «100 лет органам государственной безопасности и внешней разведки Азербайджанской Республики (1919—2019)»
Юбилейная медаль «100 лет органам государственной безопасности и внешней разведки Азербайджанской Республики (1919—2019)» (азерб. «Azərbaycan Respublikası milli təhlükəsizlik orqanlarının 100 illiyi (1919—2014)» yubiley medalı) — государственная награда Азербайджанской Республики.

## История и положения
Юбилейная медаль «100 лет органам государственной безопасности и внешней разведки Азербайджанской Республики (1919—2019)» была учреждена Законом Азербайджанской Республики от 30 октября 2018 года № 1290-VQD.
Медаль присуждается лицам за выполнение служебных обязанностей в органах государственной безопасности и внешней разведки, достигшие высоких результатов в защите национальных интересов Азербайджанской Республики от внутренних и внешних угроз, а также выделившиеся в разведывательной и контрразведывательной деятельности, охране государственной тайны, борьбе с преступностью, а также ветераны и другие лица, активно участвующие в обеспечении национальной безопасности.

## Описание
Медаль «100 лет органам государственной безопасности и внешней разведки Азербайджанской Республики (1919—2019)» выполнена из бронзы, покрытой золотом, имеет диаметр 38 мм и состоит из восьмигранной звезды, излучающей лучи во все стороны.
На лицевой стороне медали расположен композиционный лист, окружённый внешним и внутренним кругами. Между внешним кругом диаметром 26 мм и внутренним кругом диаметром 20 мм вдоль верхней части вырезаны восемьгранные звезды, завершающие на обеих сторонах слова «AZƏRBAYCAN RESPUBLİKASI». В нижней части изображены зелёные листья, слева от центральной части вдоль вертикали цифры «1919», справа от центральной части вдоль вертикали цифры «2019», над центральным голубым кругом написаны слова «DÖVLƏT TƏHLÜKƏSİZLİYİ VƏ XARİCİ KƏŞFİYYAT ORQANLARI 100 İL». Звёзды, контуры кругов, листья и все надписи выполнены рельефно золотистым цветом.
Поверхность задней стороны медали гладкая, в центре расположены слова «AZƏRBAYCAN RESPUBLİKASI DÖVLƏT TƏHLÜKƏSİZLİYİ VƏ XARİCİ KƏŞFİYYAT ORQANLARI 1919—2019», в нижней части вырезаны серия и номер медали.
Элемент для ношения медали на одежде представляет собой пятиугольную пластину размером 37 мм х 50 мм, соединенную с помощь двух колец. Пластина украшена синими золотистыми звездами шириной 4,25 мм, золотыми золотистыми листьями шириной 1,5 мм и синими золотистыми полосами шириной 4,25 мм, в центре изображена широкая голубая лента с изображением золотистой шахматной доски шириной 17 мм. Изображения звезд, листьев и лент выполнены в рельефной технике.

## Способ ношения
Лица, удостоенные медали, награждаются руководителем соответствующего государственного органа, назначенным исполнительной властью.
Медаль «100-летие органам государственной безопасности и внешней разведки Азербайджанской Республики (1919—2019)» размещается на левой стороне груди и следует за другими орденами и медалями Азербайджанской Республики после медали «95-летие национальным органам безопасности Азербайджанской Республики (1919—2014)».